# Morat (gruppo musicale)
I Morat sono un gruppo musicale colombiano di stile folk pop.

## Storia del gruppo
I componenti studiarono tutti nello stesso istituto, il Gimnasio La Montaña, alcuni di loro anche ne La Universidad de Los Andes de Bogotà conoscendosi dai cinque anni. Cominciarono suonando insieme in varie occasioni, e quando terminarono la loro formazione presero la decisione di creare una band. Alcune delle loro influenze musicali sono state Joaquín Sabina, Eric Clapton, Bacilos o Red Hot Chili Peppers.
Cominciarono a diventare famosi internazionalmente nel 2015, quando interpretarono il loro singolo Mi Nuevo Vicio con Paulina Rubio. Con questo singolo, i Morat ottennero il Disco di Platino Digitale, al primo posto nelle vendite digitali in Spagna, e sempre al primo posto in Air Play in Messico. Allo stesso tempo rilasciarono una canzone intitolata Cuanto me duele con la produzione di Mauricio Rengifo (Dandee), e inclusa nell'EP Grabado En Madera. A fine 2015 rilasciano un nuovo singolo chiamato Cómo te atreves, che raggiunge la posizione numero 1 su iTunes e supera le 103 milioni di visualizzazioni su YouTube nell'aprile 2018, oltre a ricevere il doppio disco di platino.
Il 16 giugno 2017 rilasciano, insieme al cantante spagnolo Álvaro Soler, la canzone Yo contigo, tú conmigo, colonna sonora del film Cattivissimo me 3.

## Origine del nome
Morat è il cognome di un antenato dell'ex-membro Alejandro Posada. Egli possedeva una casa nella periferia di Bogotá chiamata "La Morat", luogo dove la band fece le sue prime prove.

## Formazione
Attuale
- Juan Pablo Villamil Cortés – banjo, chitarra, voce
- Juan Pablo Isaza Piñeros – tastiera, chitarra, voce
- Simón Vargas Morales – basso, chitarra, voce
- Martín Vargas Morales – batteria, cori

Ex-componenti
- Alejandro Posada – batteria, cori
- Andrés Echeverri Valle - cori, produzione

## Discografia
- 2016 – Sobre el amor y sus efectos secundarios
- 2018 – Balas Perdidas
- 2021 - ¿A dónde vamos?
- 2022 - SI AYER FUERA HOY
- 2023 - Antes De Que Amanezca

## Premi e riconoscimenti
- Doppio Disco di Platino per il disco "Sobre el amor y sus efectos secundarios" (2016)
- Numero 1738 in diverse piattaforme digitali in America Latina e Spagna con la canzone "Mi Nuevo Vicio" con Paulina Rubio. (Air Play, iTunes, YouTube)
- Nominati ai Latin Grammy Awards come "Mejor nuevo artista" (Miglior nuovo artista)
- Nominati ai LOS40 Music Awards come "Mejor artista o grupo revelación" (Miglior artista o gruppo rivelazione)
- Nominati ai Premios Dial come "Mejor artista o grupo revelación" (Miglior artista o gruppo rivelazione)
- Nominati ai Premios SHOCK come "Mejor Nuevo Artista" (Miglior Nuovo Artista)